# Mountains of the Moon
Mountains of the Moon is een Amerikaanse avonturenfilm uit 1990 onder regie van Bob Rafelson.

## Verhaal
Aan het eind van de 19e eeuw onderneemt de Britse ontdekkingsreiziger Richard Francis Burton een expeditie naar de bronnen van de Nijl. Hij wordt op zijn reis vergezeld door de legerofficier John Hanning Speke, die op een gegeven moment de leiding over de expeditie van hem wil overnemen.

## Rolverdeling
| Acteur              | Personage              |
| ------------------- | ---------------------- |
| Patrick Bergin      | Richard Francis Burton |
| Iain Glen           | John Hanning Speke     |
| Richard E. Grant    | Larry Oliphant         |
| Fiona Shaw          | Isabel Arundell        |
| John Savident       | Lord Murchison         |
| James Villiers      | Lord Oliphant          |
| Adrian Rawlins      | Edward                 |
| Peter Vaughan       | Lord Houghton          |
| Delroy Lindo        | Mabruki                |
| Bernard Hill        | Dr. David Livingstone  |
| Matthew Marsh       | William                |
| Richard Caldicot    | Lord Russell           |
| Christopher Fulford | Herne                  |
| Garry Cooper        | Stroyan                |
| Roshan Seth         | Ben Amir               |